# Jardiner dels Adelbert
El jardiner dels Adelbert (Sericulus bakeri) és una espècie d'ocell de la família dels ptilonorínquids (Ptilonorhynchidae) que habita la selva pluvial, a la serralada Adelbert, del nord-est de Nova Guinea.